# Sarabande à Sacramento
Sarabande à Sacramento est la sixième histoire en 44 planches de la série Bruno Brazil scénarisée par Greg (sous le pseudonyme de Louis Albert) et dessinée par William Vance.
Elle a été publiée dans Le Journal de Tintin en 1972 et 1973 puis en album chez Le Lombard en 1974.

## Synopsis
Le gang de racketteurs éliminé par Bruno Brazil et son Commando Caïman dans l'épisode précédent, La Nuit des chacals, n'était qu'une branche des deux mafias qui se partagent la ville de Sacramento, la Famille de Don Léone Adosimo et celle de Pascale Scampa, qui se terrent derrière des couvertures légales masquant leurs activités criminelles. Brazil est déterminé à employer des méthodes expéditives afin de mettre fin à cette criminalité.

## Histoire
La publication de la sixième longue histoire de Bruno Brazil débute dans le n° 1258 du Journal de Tintin, daté du 7 décembre 1972. En un an, ce ne sont pas moins de trois aventures de Bruno Brazil qui sont ainsi offertes aux lecteurs de l'hebdomadaire (La Cité pétrifiée, La Nuit des chacals et celle-ci).
Le retour de Bruno Brazil dans le journal fait l'objet d'une annonce particulière puisque le numéro précédent, 1257, daté du 30 novembre 1972, présente une couverture spécialement réalisée par William Vance en couleurs directes annonçant le retour du héros pour la semaine suivante.
Bruno Brazil fera encore la couverture du n° 1261 daté du 28 décembre 1972.
L'album ne paraîtra en librairies qu'en octobre 1974.
Bien que le titre évoque ceux des romans et films d'OSS 117 (Banco à Bangkok, Cinq gars pour Singapour...), il ne s'agit pas d'un récit d'aventures et d'espionnage mais d'un polar urbain, ce en quoi le diptyque La Nuit des Chacals / Sarabande à Sacramento diffère des autres albums de la série.

## Publication

### Périodiques
Journal de Tintin : du n°1258 du 7 décembre 1972 au n° H12 du 27 mars 1973,

### Albums
- 1ère édition : Le Lombard, 44 planches, soit 46 pages, 1974 (DL 10/1974)[6]

Rééditions :
1. Le Lombard, avec nouvelle illustration de couverture reprenant dans un encart celle de l'édition de 1974, sur laquelle ne figure plus le nom de Louis Albert et créditant pour la première fois Greg comme scénariste, avec nouvelles couleurs réalisées par Petra, 1999 (DL 04/1999) [6]
2. Le Lombard, intégrale 2 (avec La Nuit des chacals, Des Caïmans dans la rizière et Orage aux Aléoutiennes), 29/11/2013 (DL 11/2013)   (ISBN 978-2-8036-3123-0)[7]